# Жасинту-Машаду
Жасинту-Машаду (порт. Jacinto Machado)  —  муниципалитет в Бразилии, входит в штат Санта-Катарина. Составная часть мезорегиона Юг штата Санта-Катарина. Входит в экономико-статистический  микрорегион Арарангуа. Население составляет 10 923 человека на 2006 год. Занимает площадь 428,65 км². Плотность населения — 24,5 чел./км².
Праздник города — 23 июля.

## История
Город основан в 1958 году.

## Статистика
- Валовой внутренний продукт на 2003 составляет 116.088.080,00 реалов (данные: Бразильский институт географии и статистики).
- Валовой внутренний продукт на душу населения на 2003 составляет 10.862,55 реалов (данные: Бразильский институт географии и статистики).
- Индекс развития человеческого потенциала на 2000 составляет 0,757 (данные: Программа развития ООН).